# Claude Weber (zoologiste)
Pour les articles homonymes, voir Claude Weber.
Claude Weber, né le 7 juin 1946 et mort le 17 août 2024, est un ichtyologiste suisse spécialiste des poissons-chats de la famille des Loricariidae. Il travaille au Muséum d'histoire naturelle de Genève de 1970 à 2008.

## Taxons décrits

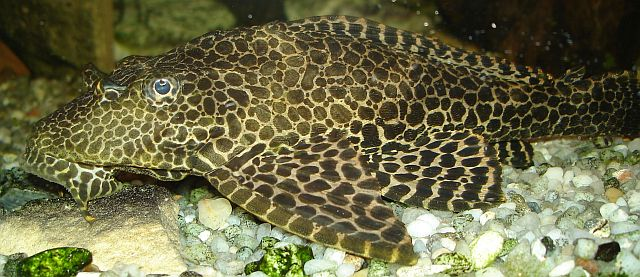
Pterygoplichthys gibbiceps (Kner, 1854), placé dans le genre Glyptoperichthys par Claude Weber en 1991.

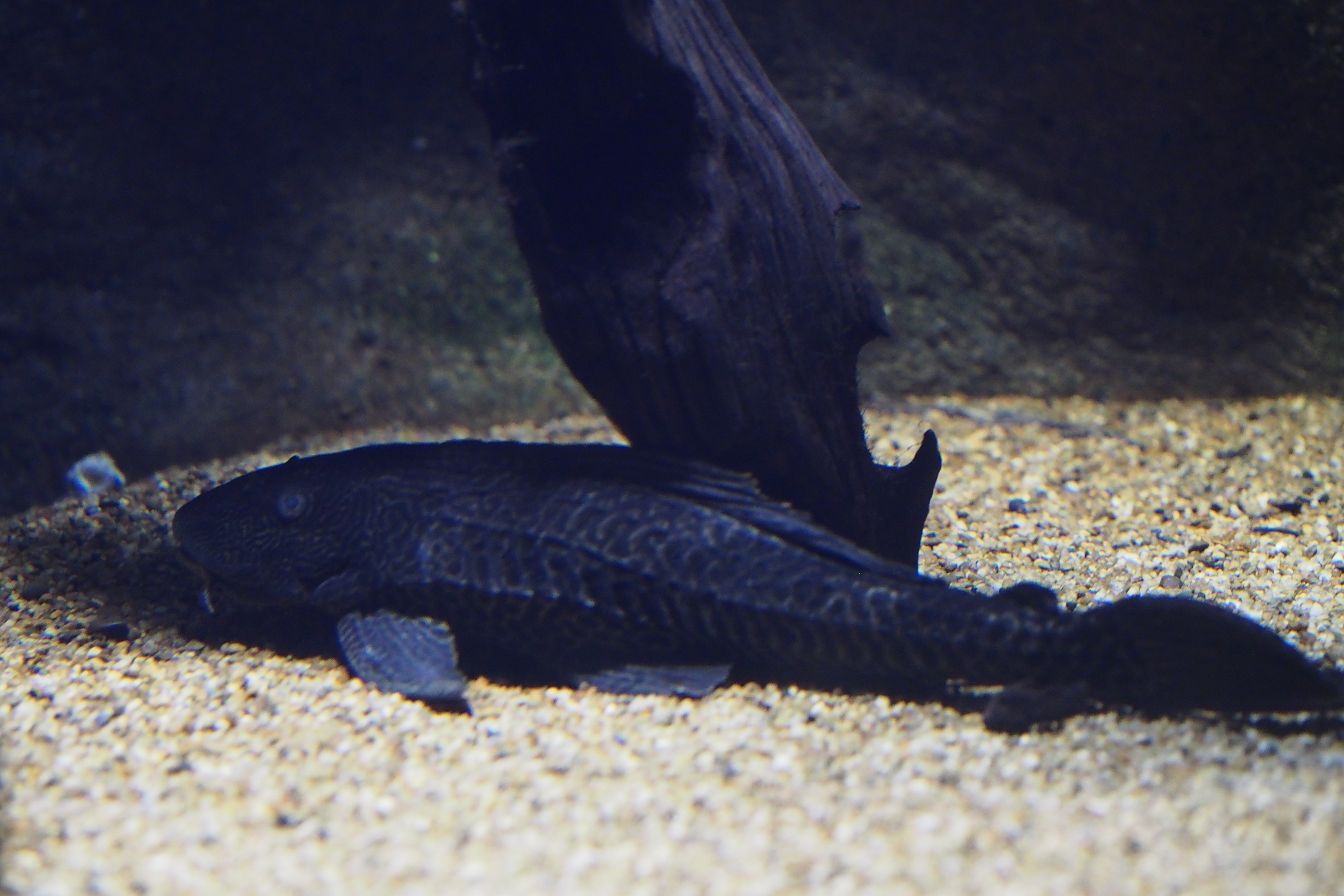
Pterygoplichthys disjunctivus (Weber, 1991), originellement décrite sous le protonyme de Liposarcus disjunctivus.

Claude Weber a notamment décrit le genre Glyptoperichthys Weber, 1991, ainsi que les espèces suivantes :
- Ancistrus aguaboensis Fisch-Muller, Mazzoni & Weber, 2001[2]
- Ancistrus minutus Fisch-Muller, Mazzoni & Weber, 2001[2]
- Glyptoperichthys joselimaianus Weber, 1991[3]
- Glyptoperichthys parnaibae Weber, 1991[3]
- Glyptoperichthys xinguensis Weber, 1991[3]
- Hypostomus denticulatus Zawadzki, Weber & Pavanelli, 2008[4]
- Hypostomus dlouhyi Weber, 1985[5]
- Hypostomus ericae Hollanda Carvalho & Weber, 2005[6]
- Hypostomus fonchii Weber & Montoya-Burgos, 2002[7]
- Hypostomus heraldoi Zawadzki, Weber & Pavanelli, 2008[4]
- Hypostomus isbrueckeri Reis, Weber & Malabarba, 1990[8]
- Hypostomus latifrons Weber, 1986[9]
- Hypostomus microstomus Weber, 1987[10]
- Hypostomus paucipunctatus Hollanda Carvalho & Weber, 2005[6]
- Hypostomus peckoltoides Zawadzki, Weber & Pavanelli, 2010[11]
- Hypostomus piratatu Weber, 1986[9]
- Hypostomus roseopunctatus Reis, Weber & Malabarba, 1990[8]
- Hypostomus simios Hollanda Carvalho & Weber, 2005[6]
- Hypostomus soniae Hollanda Carvalho & Weber, 2005[6]
- Hypostomus uruguayensis Reis, Weber & Malabarba, 1990[8]
- Hypostomus waiampi Hollanda Carvalho & Weber, 2005[6]
- Liposarcus disjunctivus Weber, 1991[3]
- Pterygoplichthys zuliaensis Weber, 1991[3]

Il est également le dédicataire de l'espèce Pterygoplichthys weberi Armbruster & Page, 2006.

## Publications
Années 1980
- Claude Weber et Louis de Roguin, « Notes inédites de Henri de Saussure sur les types de deux rongeurs du Mexique: Microtus m. mexicanus (Saussure) et Reithrodontomys s. sumichrasti (Saussure) », Revue suisse de zoologie, MHNG, vol. 90,‎ 1983, p. 747–750 (ISSN 0035-418X, DOI 10.5962/BHL.PART.117742).
- (en) Louis de Roguin et Claude Weber, « Stenoderma tolteca Saussure, 1860 (Mammalia, Chiroptera): proposed suppression of the neotype and validation of the rediscovered holotype. Z. N. (S.) 2466 », Bulletin of Zoological Nomenclature, Londres, International Trust for Zoological Nomenclature (d), vol. 42,‎ 1985, p. 302–303 (ISSN 0007-5167 et 2057-0570, OCLC 1753468, DOI 10.5962/BHL.PART.941).
- Claude Weber, « Hypostomus dlouhyi, nouvelle espèce de poisson-chat cuirassé du Paraguay (Pisces, Siluriformes, Loricariidae) », Revue suisse de zoologie, MHNG, vol. 92,‎ 1985, p. 955–968 (ISSN 0035-418X, DOI 10.5962/BHL.PART.81925).
- Claude Weber, « Révision de Hypostomus boulengeri (Eigenmann & Kennedy), et deux espèces nouvelles de poissons-chats du Paraguay (Pisces, Siluriformes, Loricariidae) », Revue suisse de zoologie, MHNG, vol. 93,‎ 1986, p. 979–1007 (ISSN 0035-418X, DOI 10.5962/BHL.PART.79524).
- Claude Weber, « Hypostomus microstomus sp. nov. et autres poissons-chats cuirassés du Rio Parana (Pisces, Siluriformes, Loricariidae) », Archives des Sciences, vol. 40, no 3,‎ 1987, p. 273-284 (ISSN 1661-464X et 0003-9705, OCLC 01482084).

Années 1990
- (en) Roberto Esser dos Reis, Claude Weber et Luiz Roberto Malabarba, « Review of the genus Hypostomus Lacépède, 1803 from Southern Brazil, with descriptions of three new species (Pisces, Siluriformes, Loricariidae) », Revue suisse de zoologie, MHNG, vol. 97,‎ 1990, p. 729–766 (ISSN 0035-418X, DOI 10.5962/BHL.PART.79760).
- Claude Weber, « Nouveaux taxa dans Pterygoplichthys sensu lato (Pisces, Siluriformes, Loricariidae) », Revue suisse de zoologie, MHNG, vol. 98, no 3,‎ 1991, p. 637–643 (ISSN 0035-418X, DOI 10.5962/BHL.PART.82074).
- Sonia Muller et Claude Weber, « Les dents des sous-familles Hypostominae et Ancistrinae (Pisces, Siluriformes, Loricariidae) et leur valeur taxonomique », Revue suisse de zoologie, MHNG, vol. 99,‎ 1992, p. 747–754 (ISSN 0035-418X, DOI 10.5962/BHL.PART.79851).
- (en) Rosana Mazzoni, Ulisses Caramaschi et Claude Weber, « Taxonomical revision of the species of Hypostomus Lacépède, 1803 (Siluriformes, Loricariidae) from the Lower rio Paraiba do Sul, State of Rio de Janeiro, Brazil », Revue suisse de zoologie, MHNG, vol. 101,‎ 1994, p. 3–18 (ISSN 0035-418X, DOI 10.5962/BHL.PART.79897).
- (en) Juan I. Montoya-Burgos, Sonia Muller, Claude Weber et Jan Pawlowski, « Phylogenetic relationships between Hypostominae and Ancistrinae (Siluroidei: Loricariidae): first results from mitochondrial 12S and 16 rRNA gene sequences », Revue suisse de zoologie, MHNG, vol. 104,‎ 1997, p. 185–198 (ISSN 0035-418X, DOI 10.5962/BHL.PART.79995).
- Claude Weber, « Catalogue révisé des types primaires de la collection ichtyologique du Muséum d'histoire naturelle de la Ville de Genève (MHNG) », Revue suisse de zoologie, MHNG, vol. 105,‎ 1998, p. 3–14 (ISSN 0035-418X, DOI 10.5962/BHL.PART.80028).

Années 2000
- (en) Sonia Fisch-Muller, Rosana Mazzoni et Claude Weber, « Genetic and morphological evidences for two new sibling species of Ancistrus (Siluriformes: Loricariidae) in upper rio Tocantins drainage, Brazil », Ichthyological Exploration of Freshwaters, Verlag Dr. Friedrich Pfeil (d), vol. 12, no 4,‎ 2001, p. 289-304 (ISSN 0936-9902).
- (en) Claude Weber et Juan I. Montoya-Burgos, « Hypostomus fonchii sp. n. (Siluriformes: Loricariidae) from Peru, a key species suggesting the synonymy of Cochliodon with Hypostomus », Revue suisse de zoologie, MHNG, vol. 109,‎ 2002, p. 355–368 (ISSN 0035-418X, DOI 10.5962/BHL.PART.79595).
- (en) Juan I. Montoya-Burgos, Claude Weber et Pierre-Yves Le Bail, « Phylogenetic relationships within Hypostomus (Siluriformes: Loricariidae) and related genera based on mitochondrial D-loop sequences », Revue suisse de zoologie, MHNG, vol. 109,‎ 2002, p. 369–382 (ISSN 0035-418X, DOI 10.5962/BHL.PART.79596).
- (en) Pedro Hollanda Carvalho et Claude Weber, « Five new species of the Hypostomus cochliodon group (Siluriformes: Loricariidae) from the middle and lower Amazon System », Revue suisse de zoologie, MHNG, vol. 111,‎ 2004, p. 953–978 (ISSN 0035-418X, DOI 10.5962/BHL.PART.80281).
- Pierre-Yves Le Bail, Claude Weber, Sonia Fisch-Muller et Volker Mahnert, « In memoriam Jacques Géry (12 mars 1917 - 15 juin 2007) », Cybium, Muséum national d'histoire naturelle, vol. 31, no 4,‎ 2007, p. 397-398 (ISSN 0399-0974 et 2101-0315, lire en ligne).
- (en) Cláudio H. Zawadzki, Claude Weber et Carla S. Pavanelli, « Two new species of Hypostomus Lacépède (Teleostei: Loricariidae) from the upper rio Paraná basin, Central Brazil », Neotropical Ichthyology, Sociedade Brasileira de Ictiologia (d), vol. 6, no 3,‎ 2008, p. 403-412 (ISSN 1679-6225 et 1982-0224, OCLC 56597180, DOI 10.1590/S1679-62252008000300013).

Années 2010
- (en) Cláudio Henrique Zawadzki, Claude Weber et Carla Simone Pavanelli, « A new dark-saddled species of Hypostomus (Siluriformes: Loricariidae) from the upper rio Paraguay basin », Neotropical Ichthyology, Sociedade Brasileira de Ictiologia (d), vol. 8, no 4,‎ 2010, p. 719-725 (ISSN 1679-6225 et 1982-0224, OCLC 56597180, DOI 10.1590/S1679-62252010000400003).
- (en) Claude Weber, Raphaël Covain et Sonia Fisch-Muller, « Identity of Hypostomus plecostomus (Linnaeus, 1758), with an overview of Hypostomus species from the Guianas (Teleostei: Siluriformes: Loricariidae) », Cybium, Muséum national d'histoire naturelle, vol. 36, no 1,‎ 2012, p. 195-227 (ISSN 0399-0974 et 2101-0315, DOI 10.26028/CYBIUM/2012-361-012, lire en ligne).
- (en) Alice Cibois, Laurent Vallotton, Nagwa Othman, Claude Weber et Manuel Ruedi, « Type specimens of birds in the collections of the Natural History Museum of Geneva », Revue suisse de zoologie, MHNG, vol. 123, no 2,‎ septembre 2016, p. 269-282 (ISSN 0035-418X, DOI 10.5281/ZENODO.155300).
- (en) Sonia Fisch-Muller, Raphaël Covain et Claude Weber, « In Memoriam Dr Volker Mahnert (December 03, 1943-November 23, 2018) », Cybium, Muséum national d'histoire naturelle, vol. 43, no 2,‎ 2019, p. 119-120 (ISSN 0399-0974 et 2101-0315, lire en ligne).